# Horst Misch
Horst Misch (* 5. September 1931 in Bütow) ist ein deutscher Steinbildhauer und Steinrestaurator.

## Leben und Werk
Misch begeisterte sich schon seit seiner Kindheit für das Schnitzen und Zeichnen. In der Folge des Zweiten Weltkriegs musste die Familie 1947 Hinterpommern verlassen und kam in das thüringische Örtchen Jesuborn in der Sowjetischen Besatzungszone.
Misch absolvierte von 1947 bis 1950 als Einziger im ganzen Kreis Ilmenau eine Lehre als Steinbildhauer, wozu auch der Besuch einer Fachschule in Weimar gehörte. Daneben besuchte Misch in Ilmenau die Zeichenschule.
1950 ging er nach Dresden, wo er als Steinbildhauer bei den Wiederherstellungsarbeiten am kriegszerstörten Zwinger arbeitete. Daneben besuchte er die Abendschule der Hochschule für Bildende Künste Dresden. 1952 gewann ihn Willy Kurth, der Direktor der Staatlichen Schlösser und Gärten Potsdam-Sanssouci, für die Mitarbeit an den Arbeiten am Chinesischen Haus, wo u. a. die schwer beschädigten Plastiken aus Sandstein restauriert werden mussten.
Von 1954 bis 1956 besuchte Misch in Berlin-Charlottenburg die Meisterschule für das Kunsthandwerk. Danach arbeitete er in Potsdam bzw. Caputh als freischaffender Bildhauer und Steinrestaurator. Er benutzte mit Vorliebe oftmals farbigen Sandstein bzw. Kunststein (Steinguss).
Misch war acht Jahre am Alten Rathaus und am Lehmannschen Haus tätig, wo er Kopien der Sandsteinskulpturen Gottlieb Heymüllers und Johann Peter Benkerts auf den Attika geschossen fertigte. Er schuf auch eine Anzahl von Plastiken für den öffentlichen Raum, vor allem in Potsdam.
Misch war bis 1990 Mitglied des Verbands Bildender Künstler der DDR.

## Weitere Werke (Auswahl)

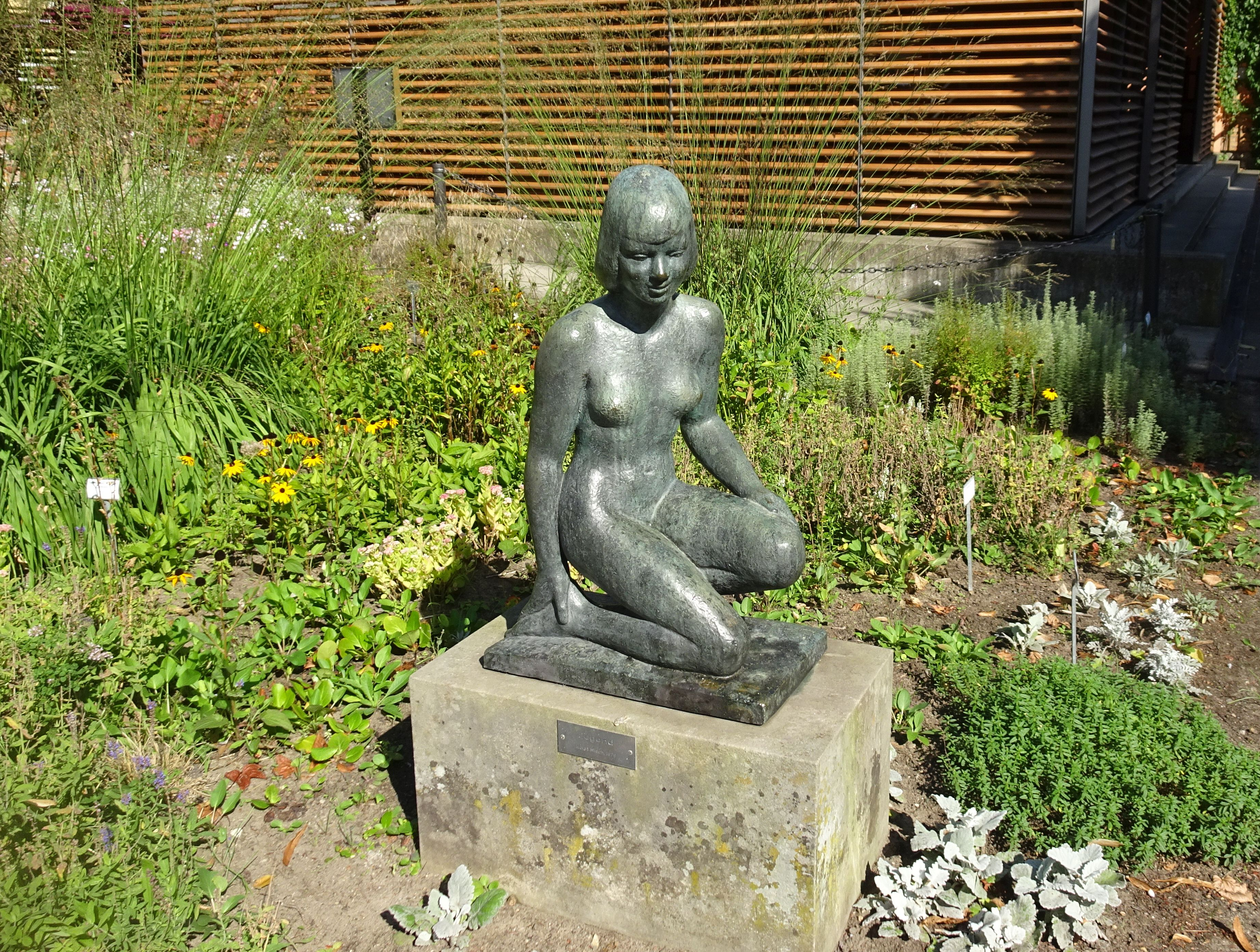
Bronze Jugend, Freundschaftsinsel

- Jugend (1979, Bronze; Potsdam, Freundschaftsinsel)[1]
- Denkmal für die Opfer des Faschismus (1981, Steinguss; Neuruppin)
- Lebensfreude / Hockende (1981, Sandstein; Potsdam, Wall am Kiez 1)[2]
- Elefant, Fisch und Phönix (1983, drei Plastiken, Rötlicher Kunststein; Potsdam, Am Moosfenn)[3]
- Hockende Schöne (1983, Sandstein; Ludwigsfelde, heute Grünanlage in der Geschwister-Scholl-Straße)[4]
- Wasservögel (um 1984, weißer Kunststein auf Sandsteinsockel, H 125 cm, B 80 cm, T 80 cm; Potsdam, Uferzone der Dampferanlegestelle Lange Brücke)[5]
- Keiler (1987, lebensgroß; Potsdam, Friedrich-Wolf-Straße/Johannes-R.-Becher-Straße)[6]

## Ausstellungen (unvollständig)

### Einzelausstellungen
- 1984: Ludwigsfelde, Galerie im Eck
- 2000: Caputh, Schloss

### Teilnahme an zentralen und wichtigen regionalen Ausstellungen in der DDR
- 1974, 1979 und 1984: Potsdam, Bezirkskunstausstellungen
- 1976: Karl-Marx-Stadt, Städtische Museen („Jugend und Jugendobjekte im Sozialismus“)
- 1982/1983: Dresden, IX. Kunstausstellung der DDR